# ريج إي كاثي
ريج إي كاثي (بالإنجليزية: Reg E. Cathey)‏ (مواليد 18 أغسطس 1958 في هنتسفيل - 9 فبراير 2018)، هو ممثل أمريكي بدأ مسيرته الفنية سنة 1984.

## الأعمال

### أفلام
- ولد في الرابع من يوليو (1989)
- القناع (1994)
- سبعة (1995)
- مختل أمريكي (2000)
- سوات (2003)
- الميكانيكي (2004) (بدور: جونز)
- القديس فينسنت (2014) (بدور: غوس)
- فنتاستك فور (2015)

### مسلسلات
| السنة | العمل                                  | الدور     |
| ----- | -------------------------------------- | --------- |
| 1987  | تلفزيون سكوير ون                       |           |
| 1993  | ستار تريك: الجيل التالي                |           |
| 1996  | إي آر                                  |           |
| 1997  | أرليس                                  | ألفين إبس |
| 2002  | القانون والنظام: النية الإجرامية       |           |
| 2008  | القانون والنظام: الوحدة الخاصة للضحايا |           |
| 2010  | 30 روك                                 |           |
| 2012  | بيرسون أوف إنترست                      |           |
| 2012  | القانون والنظام: الوحدة الخاصة للضحايا |           |
| 2013  | بيت من ورق                             |           |
| 2014  | بانشي                                  |           |
| 2015  | ذا غود وايف                            |           |
| 2016  | القائمة السوداء                        |           |
| 2016  | داخل ايمي شومر                         |           |
| 2016  | منبوذ                                  | شيف جايلز |

## روابط خارجية
- ريج إي كاثي على موقع IMDb (الإنجليزية)
- ريج إي كاثي على موقع روتن توميتوز (الإنجليزية)
- ريج إي كاثي على موقع أول موفي (الإنجليزية)
- ريج إي كاثي على موقع قاعدة بيانات برودواي على الإنترنت (الإنجليزية)
- ريج إي كاثي على موقع ديسكوغز (الإنجليزية)
- ريج إي كاثي على موقع قاعدة بيانات الفيلم (الإنجليزية)